# NGC 2953
NGC 2953 је појединачна звезда у сазвежђу Лав која се налази на NGC листи објеката дубоког неба.
Деклинација објекта је + 14° 50' 37" а ректасцензија 9h 40m 27,7s. Привидна величина (магнитуда) објекта NGC 2953 износи 14,5.